# 植物社会学
植物社会学（しょくぶつしゃかいがく、羅:Phytosociologia）とは植生の単位である植物群落（羅:phytocoenosis）の構成や分類、或いはその発展や群落相互の連関を研究対象とする植物生態学の一分野を指す。植生学や群落学とも呼ばれる。群落分類学（羅:Syntaxonomia）は、植物群落を分類する植物社会学の分野である。植物社会学はアングロサクソン世界では殆ど受け入れられておらず、米国でもこの概念の大部分は拒絶されている（英語版Phytosociologyを見よ）為、これらに追従する日本語圏の情報に乏しいのが実情であり、より詳しくは仏語版Phytosociologie、独語版Pflanzensoziologieを参照すると良い。

## 研究分野
植物社会学（蘭:vegetatiekunde）は、いくつかの研究分野に細分されている。
1. 群落形態学: 植物群落の植生構造に関する研究。
2. 遷移学: 時間の経過に伴う遷移に関する研究。
3. 群落分布学: 植物群落の地理的分布に関する研究。
4. 群落分類学: 植物群落の分類。
5. 群落年代学: 植生の歴史に関する研究。

## 手法
植物社会学は、植生単位を特徴づける植物分類群の組み合わせにより、植生のモデルを確立することを目指している。これらの植生単位は"syntaxa" (単数形 "syntaxon")と呼ばれ、"synsystem"と言われる階層型システムに分類することができる。 こうした分類の作業を"syntaxonomy"と称する。国際植物社会学命名規約（An International Code of Phytosociological Nomenclature）は植生単位"syntaxa"’の命名規則を定めたもので、植生学研究者の間での利用が増えている 。

## 群落分類学 Syntaxonomia
植物群落を分類する際の基本単位となるのが群集（羅:associatio）であり、生物分類学（羅:Taxonomia）に於ける基本単位である種に相当する。群集はその類似性によりより大きな生態学的単位(群落分類群、植生単位 syntaxon, pl:syntaxaと呼ばれる)である「群団」に纒められる。さらに群団は「群目（羅:odro）」、群目は「群綱（羅:classis）」に統合される。群落は生物分類に於ける個体に相当し、syntaxaは生物分類に於ける種・属・科・目・綱・門・界といった種分類群taxonに相当するものである。各syntaxonの学名は優占種や標徴種などの学名を基にして命名される。具体的には1つか2つの特徴的な種の属名語幹に以下に示す各syntaxonに対応した語尾を附しラテン語として命名すればよい。この時、種小名を属格で残すこともできる。尚、-etumは古典期より存在するラテン語語尾で群落を表す。
| 群落分類群(syntaxa) | ラテン語      | 独語           | 仏語             | 学名語尾 |
| ------------------- | ------------- | -------------- | ---------------- | -------- |
| 群綱                | Classis       | Klasse         | classe           | -etea    |
| 亜群綱              | Subclassis    | Unterklasse    | sous-classe      | -enea    |
| 群目                | Ordo          | Ordnung        | ordre            | -etalia  |
| 亜群目              | Subordo       | Unterordnung   | sous-ordre       | -enalia  |
| 群団                | Alliancia     | Verband        | alliance         | -ion     |
| 亜群団              | Suballiancia  | Unterverband   | sous-alliance    | -enion   |
| 群集                | Associatio    | Assoziation    | association      | -etum    |
| 亜群集              | Subassociatio | Subassoziation | sous-association | -etosum  |
| 変群集              | Varietas      | Variante       |                  |          |
| 亜変群集            | Subvarietas   | Subvariante    |                  |          |
| ファキエース        | Facies        | Fazies         |                  |          |

（群団Alliancia/Suballianciaは以前はFoederatio/Subfoederatioとも称した。）
実際には植物の学名が現行の国際藻類・菌類・植物命名規約（英: International Code of Nomenclature for algae, fungi, and plants、ICN）によって命名されるのと同様に、群落の学名は現行の国際植物社会学命名規約（独: Internationalen Code der Pflanzensoziologischen Nomenklatur, ICPN）に従って命名される。

### 群落分類群の分類と学名の命名の実例[4]
イネ群綱Oryzetea sativae Miyawaki 1960:優占種であるイネOryza sativa L. 1753(属格:Oryzae sativae)からMiyawakiが1960に命名した。属名語幹Oryz-に群綱の語尾-eteaを附し、種小名sativa（形容詞）を属格sativae（名詞）に替えている事に注意。これは水田である。
- タマガヤツリ-イヌビエ群目Cypero-Echinochloetalia oryzoidis Bolòs & Masclans 1955:タマガヤツリCyperus difforis L.(属格:Cyperi difforis)の属名Cyperus L.(カヤツリグサ属)とタイヌビエ Echinochloa oryzoides (Ard.) Fritsch.(属格:Echinochloae oryzoidis)から命名。前者の属名語幹Cyper-に連結母音を附して後者のEchinochloa P.Beauv.(イヌビエ属)の語幹Echinochlo-へ繋ぎ、群目語尾-etaliaを附し、種小名oryzoīdēsを属格oryzoīdisとして命名したもの。
  - イネ-イヌビエ群団Oryzo-Echinochloion oryzoidis Bolòs & Masclans 1955:イネOryza sativa (属格:Oryzae sativae)の属名Oryza L. 1753とタイヌビエ Echinochloa oryzoides (Ard.) Fritsch.(属格:Echinochloae oryzoidis)から命名。属名語幹Oryz-に連結母音を附して後者のEchinochloa P.Beauv.(イヌビエ属)の語幹Echinochlo-へ繋ぎ、群団語尾-ionを附し、種小名oryzoīdēsを属格oryzoīdisとして命名したもの。
    - ヘラオモダカ群集Alismatetum canaliculati Miyawaki 1960: 標徴種ヘラオモダカ Alisma canaliculatum A. Br. et Bouche(属格:Alismatis canaliculati)より命名。属名サジオモダカ属Alisma L.の語幹Alismat-に群集語尾-etumを附し、種小名を属格に替えている。
    - サジオモダカ群集Alismatetum orientalis Miyawaki 1960: サジオモダカAlisma plantago-aquatica var. orientale Sam.＝ Alisma orientale (Sam.) Juz.（属格:Alismatis orientalis）の語幹Alismat-に群集語尾-etumを附し、種小名orientale を属格orientalisに替えて加えたもの。
    - ウリカワ-コナギ群集Sagittario-Monochorietum Miyawaki 1960: ウリカワSagittaria pygmaea Miq.の属名オモダカ属Sagittaria L.（属格:Sagittariae）の語幹Sagittari-に連結母音を附してコナギMonochoria vaginalis (Burm.f.) C.Presl ex Kunth（属格:Monochoriae vaginalis）の属名ミズアオイ属Monochoria C.Presl語幹Monochori- へ繋ぎ、群集語尾-etumを附したもの。
    - マルミスブタ-コナギ群集Blyxo-Monochorietum Miyawaki 1960: マルミスブタBlyxa aubertii L.C.Rich.（属格:Blyxae aubertii）の属名スブタ属 Blyxa Noronha ex Thouars 1806 の語幹Blyx-に連結母音を附してコナギMonochoria vaginalis (Burm.f.) C.Presl ex Kunth（属格:Monochoriae vaginalis）の属名ミズアオイ属Monochoria C.Presl語幹Monochori- へ繋ぎ、群集語尾-etumを附したもの。
    - コウキヤガラ群集Scirpetum planiculmis Miyawaki 1960: コウキヤガラBolboschoenus koshevnikovii (Litv. ex Zinger) A.E.Kozhevn. 1988 =Scirpus koshevnikovii Litv. ex Zinger 1882 (Neotypus: Egorova & Tatanov in Bot. Zhurn. 88: 141, 2003 signatus)[5](Synonymum heterotypicum: B. maritimus (L.) Palla auct. non L. = S. martimus auct. non L.)は、S. iseensis 記載以前イセウキヤガラB. planiculmis (F. Schmidt.) T. Koyama = S. planiculmis Fr.Schm.（Synonymum heterotypicum: S. iseensis T.Koyama et T.Shimzu. 1967）の学名S. planiculmis （属格:Scirpi planiculmis）が充てられており[6]、その属名ホタルイ属Scirpus L.の語幹Scirp-に群集語尾-etumを附して種小名を属格に替えて命名している。

## 相観による植生の分類
植物群の相観（羅:Physiognomia）に基づくアプローチも存在し、特定の集団の優占種の形態類型や生長形態及び生活形が考慮される。ここで考慮される基本単位は、1838年にAugust Grisebachによって提唱された概念である植物群系（羅:Formatio）である。植物群系も階層的体系に纒められ、以下に3つの例を示す。
| 群系族   | Classe      | Formationsklasse      | 低木林                           | 草原群系族     | 抽水湿原     |
| 群系亜族 | Sous-classe | Formationsunterklasse | 乾生低木林                       | 草本草原       | 葦原         |
| 群系群   | Groupe      | Formationsgruppe      | 非常に疎らな乾生低木林（半砂漠） | 気が疎らな草原 | 淡水湖の葦原 |
| 群系     | Formation   | Formation             | …                                | シダの藪       | …            |

## 歴史と評価
19世紀後半からシャルル・フラオー(Charles Flahault:1852–1935) によるこのような分類の試みの例はあるものの、この学問をヨーロッパで開始したのはスイスの植物学者 Josias Braun-Blanquet (1884–1980) である。
今日、植物社会学者たちはより複雑な植生体系の構築に取り組んでいる。
植物社会学的方法は、植物の分類が系統だてて記述されることと、植物の出現の仕方が予測しやすい性質をもつこと、また、環境保全問題解決に役立てやすいため、多くの専門家により近代の植生学において主流となりうる手法だとみなされている。一方で、方法論的アプローチの限界を疑問視する声もある。